# 샹피오나 나시오날
샹피오나 나시오날은 프랑스의 3부 축구 리그이자 아마추어 및 세미프로 팀들의 최상위 리그이며, 프로와 아마추어 간의 경계선 역할을 하는 리그이다. 정식 명칭은 샹피오나 드 프헝스 드 풋볼 나시오날 (Championnat de France de football National)이며, 창설 당시에는 나시오날 1(National 1)으로 불렸으나 1998년 현재의 이름으로 바꾸었다.
세미 프로 리그인 만큼, 프로 리그인 리그 1이나 리그 2와 달리 LFP(프랑스 프로축구연맹)가 아닌 FFF(프랑스 축구 연맹)가 주관한다.

## 대회 진행 방식
추춘제로 진행되며, 총 18개의 팀들이 리그 내의 다른 모든 팀들과 홈-어웨이로 2번씩, 총 34경기를 치른다.
시즌 종료 후 상위 2개 팀은 리그 2로 자동 승격되며, 3위 팀은 리그 2의 18위 팀과 승강 플레이오프를 치른다.
하위 4개 팀은 나시오날 2로 자동 강등된다.
매 시즌마다 지난 시즌 리그 2 하위 2팀+승강 플레이오프 패배팀이 강등 또는 잔류하여 샹피오나 나시오날에 참여하며, 지난 시즌 나시오날 2의 4개 그룹 우승팀 4팀 또한 승격하여 샹피오나 나시오날에 참여한다.

## 역사

### 1993년 이전, 디비지옹 3 시절
현재 존재하는 샹피오나 나시오날의 전신은 1971년에 창설되어 프랑스 축구 리그가 총체적으로 개편되기 직전인 1993년까지 존재했던 디비지옹 3(Division 3)이다. 이 디비지옹 3는 기존에 존재하던 CFA을 대체함과 동시에 새로운 변화 또한 가져왔는데, 그 변화란 바로 프로와 아마추어 간 승강제가 존재하지 않고 프로 구단은 프로 리그인 디비지옹 1과 디비지옹 2사이에서만, 아마추어 구단은 아마추어 리그인 CFA와 그 이하 리그 사이에서만 승강제를 가지던 이전과 달리 프로 리그와 아마추어 리그 간의 승강제라는, 중대하고도 엄청난 것이었다.
이런 변화는 하루아침에 이루어진 것이 아닌, 1932년부터 프로와 아마추어간 존재하던 확실한 구분을 무너뜨리기 위해 10년 가까이 노력한 전 프랑스 축구 협회 회장 Fernand Sastre와 전 PSG 회장 Henri Patrelle의 결실이었다.
하지만 당시 디비지옹 3는 지금처럼 전국 리그로서 운영되지는 아니하였고, 각 16팀으로 이루어진 6개 그룹 96팀이 리그를 치러 그룹 우승팀 6팀을 상위 리그인 디비지옹 2로 승격시키고, 하위 2~3개 팀 도합 16팀을 하부 리그인 디비지옹 4로 강등시키는 방식으로 운영되었다.

### 1993년-1997년, 나시오날 1의 탄생
1993년 프랑스 축구 리그는 엄청난 개혁의 폭풍을 정면으로 맞게 된다. 이 시기에 현대 프랑스 리그들이 따르는 전체적인 구조와 운영 방안이 거의 모두 구성되었다고 해도 과언이 아닐 정도다. 디비지옹 3 또한 이 개편의 과정에서 사라지고, 그 자리를 지금의 샹피오나 나시오날이 대체하게 된다. 하지만 개요에서 이미 말했다시피 1993년 최초 창설 당시 샹피오나 나시오날의 명칭은 나시오날 1(National 1)이었다.
1993년부터 1997년까지 나시오날 1은 각 18팀으로 이루어진 2개 그룹 36팀이 리그를 치르는 방식으로 운영되었다.

### 1997년-2013년, ASOA 발랑스의 승격 무산 사태
2005년, 샹피오나 나시오날은 ASOA 발랑스의 리그 2 승격 무산 사건으로 사람들의 주목을 끌게 된다. 전 시즌 리그 2에서 강등되어 샹피오나 나시오날에 참여하게 된 이 팀은 즉시 재승격을 목표로 임해 2004-2005 샹피오나 나시오날에서 2위를 기록해 자동 승격권에 안착했으나, DNCG는 1,300,000€의 재정적 잔고 부족을 이유로 ASOA 발랑스의 승격을 불허했고, 드롬(Drôme) 주의 이 클럽은 디비지옹 도뇌흐부터 그들의 프로를 향한 여정을 다시 시작할 수 밖에 없었다.
1997-1998 시즌부터 2012-2013 시즌까지 샹피오나 나시오날은 20개 팀으로 이루어진 1개 그룹으로 구성되었다. 그렇지만 2010-2011 시즌에는 DNCG와 RC 스트라스부르간의 권리 회복 신청 절차가 길어짐에 따라 21개 팀으로 리그를 운영했던 적도 있었다.
이 기간부터 샹피오나 나시오날은 너무 많은 클럽의 수 탓에 하부 리그와의 팀 순환이 느려질 것을 우려, 강등 팀 수 및 CFA로 부터의 승격팀 수 모두를 기존보다 늘렸다,

### 2013년-현재, 18팀 구성의 정착
2011년, FFF(프랑스 축구 협회)는 샹피오나 나시오날에 대단한 변화가 있을 것임을 약속한다. FFF는 샹피오나 나시오날이 더 매력적이 될 것이며, 리그의 수준과 질 또한 높아질 것이라 선언했다. 그들이 가장 먼저 꺼낸 개혁안은 바로 리그 참가 팀 수의 축소였는데, 기존보다 참가팀을 2팀 더 줄인 18팀으로 리그를 운영한다는 방안이었다. 그 18팀 구성의 실현을 위해서 2012-2013 샹피오나 나시오날에서는 상위 3팀 자동 승격, 하위 3팀 자동 강등으로 6팀을 쳐내 14팀을 만들고, 그 다음 하위 3팀은 승강 플레이오프를 통해 잔류 또는 강등을 결정, 리그 2로부터의 강등팀 없음(!), CFA 그룹별 우승팀 4팀 포함으로 딱 18팀을 만들 계획이었으나...
그해 5위를 기록한 FC 루엉이 DNCG의 재정 감사에서 낙제점(...)을 받으면서 행정적 강등 처리되어버리는 바람에 한 팀이 부족해지자 결국 그 해 리그 2에서 최하위(20위)를 기록한 가젤렉 아작시오가 예정없던 강등을 당하며 샹피오나 나시오날의 마지막 한 자리를 채우게 되었다.
2012/2013 시즌부터는 비 프로 클럽들의 선수들이 Contrat Fédéral의 개정에 따라 1,835.50€의 금액을 연봉으로 수령하며 더 나은 삶을 영위할 수 있게 되었다.

## 각종 기록

### 숫자로 보는 기록
```
* 91점 : 한 시즌 가장 높은 승점 획득 기록 (
SC 바스티아
, 2011년)
```

```
* 27승 : 한 시즌 가장 많은 승리 기록 (
SC 바스티아
, 2011년)
```

```
* 10점 : 한 시즌 가장 적은 승점 획득 기록 (AC 아를 (AC Arles,그룹 A), 1994년)
```

```
* 15점 : 한 시즌 단일 리그(복수의 그룹이 없는 시즌)에서 가장 적은 승점 획득 기록 (SAS 에피날 (SAS Épinal), 2015년)
```

```
* 30패 : 한 시즌 가장 많은 패배 기록 (FC 규뇽 (FC Gueugnon), 2011년)
```

```
* 31골 :  한 시즌 가장 많은 득점 기록 (그레고리 틸 (Grégory Thil), 
US 불론뉴
, 2007-2008 시즌)
```

### 2시즌 2승격[10]
1. EA 갱강 : 1994년 나시오날 1 1위, 1995년 디비지옹 2 2위
2. CS 스당-아르덴 : 1998년 나시오날 1 2위, 1999년 디비지옹 2 2위
3. 툴루즈 FC : 2002년 샹피오나 나시오날 4위, 2003년 리그 2 1위
4. 발랑시엔 FC : 2005년 샹피오나 나시오날 1위, 2006년 리그 2 1위
5. AC 아를-아비뇽 : 2009년 샹피오나 나시오날 3위, 2010년 리그 2 3위
6. 토농 에비앙 FC : 2010년 샹피오나 나시오날 1위, 2011년 리그 2 1위
7. SC 바스티아 : 2011년 샹피오나 나시오날 1위, 2012년 리그 2 1위
8. FC 메스 : 2013년 샹피오나 나시오날 2위, 2014년 리그 2 1위
9. 가젤렉 아작시오 : 2014년 샹피오나 나시오날 3위, 2015년 리그 2 2위
10. RC 스트라스부르 : 2016년 샹피오나 나시오날 1위, 2017년 리그 2 1위
11. 아미앵 SC : 2016년 샹피오나 나시오날 3위, 2017년 리그 2 2위

## 2018-19 시즌 참가 팀
|| 참가 클럽 || 전시즌 순위 ||<:> 특이사항 ||
|| FC 부르-페로나 || - ||<:> 리그 2 18위 ||
|| US 케비-루앙 || - ||<:> 리그 2 19위 ||
|| 투르 FC || - ||<:> 리그 2 20위 ||
|| 호데 AF || 4위 || - ||
|| US 아브항슈 || 5위 || - ||
|| 리옹 뒤셰르 AS || 6위 || - ||
|| US 볼론뉴 || 7위 || - ||
|| 스타드 라발루아 || 8위 || - ||
|| USL 덩게르크 || 9위 || - ||
|| 엉떵뜨 SSG || 10위 || - ||
|| US 콩카르노 || 11위 || - ||
|| 포 FC || 12위 || - ||
|| FC 셩블리 우아즈 || 13위 || - ||
|| SO 숄레 || 14위 || - ||
|| 마리냥 지냑 FC || - ||<:> 나시오날 2 그룹 A 우승 ||
|| FC 빌프헝슈 || - ||<:> 나시오날 2 그룹 B 우승 ||
|| JA 드헝시 || - ||<:> 나시오날 2 그룹 C 우승 ||
|| 르 망 FC || - ||<:> 나시오날 2 그룹 D 우승 ||

### 2017-18 시즌 승강팀
```
* 
리그 2
에서 강등
 * 
FC 부르-페로나
 – 리그 2 18위, 승강 플레이오프 패자
 * 
US 케비-루앙
 – 리그 2 19위
 * 
투르 FC
 – 리그 2 20위
```

```
* 
리그 2
로 승격
 * 
레드 스타 FC 93
 - 우승
 * 
AS 베지에
 - 준우승
 * 
그르노블 푸트 38
 – 3위, 승강 플레이오프 승자
```

```
* 
나시오날 2
에서 승격
 * 
마리냥 지냑 FC
 - 그룹 A 우승
 * 
FC 빌프헝슈
 - 그룹 B 우승
 * 
JA 드헝시
 – 그룹 C 우승
 * 
르 망 FC
 - 그룹 D 우승
```

```
* 
나시오날 2
로 강등
 * 
레 제르비에 VF
 - 15위
 * 
마르세유 콩솔라
 - 16위
 * 
US 크레테일-뤼시타노
 - 17위
```

샹피오나 나시오날의 클럽간의 경기들은 평균적으로 1500명에서 2000명 정도의 관중을 유치한다.